# Vesperbild

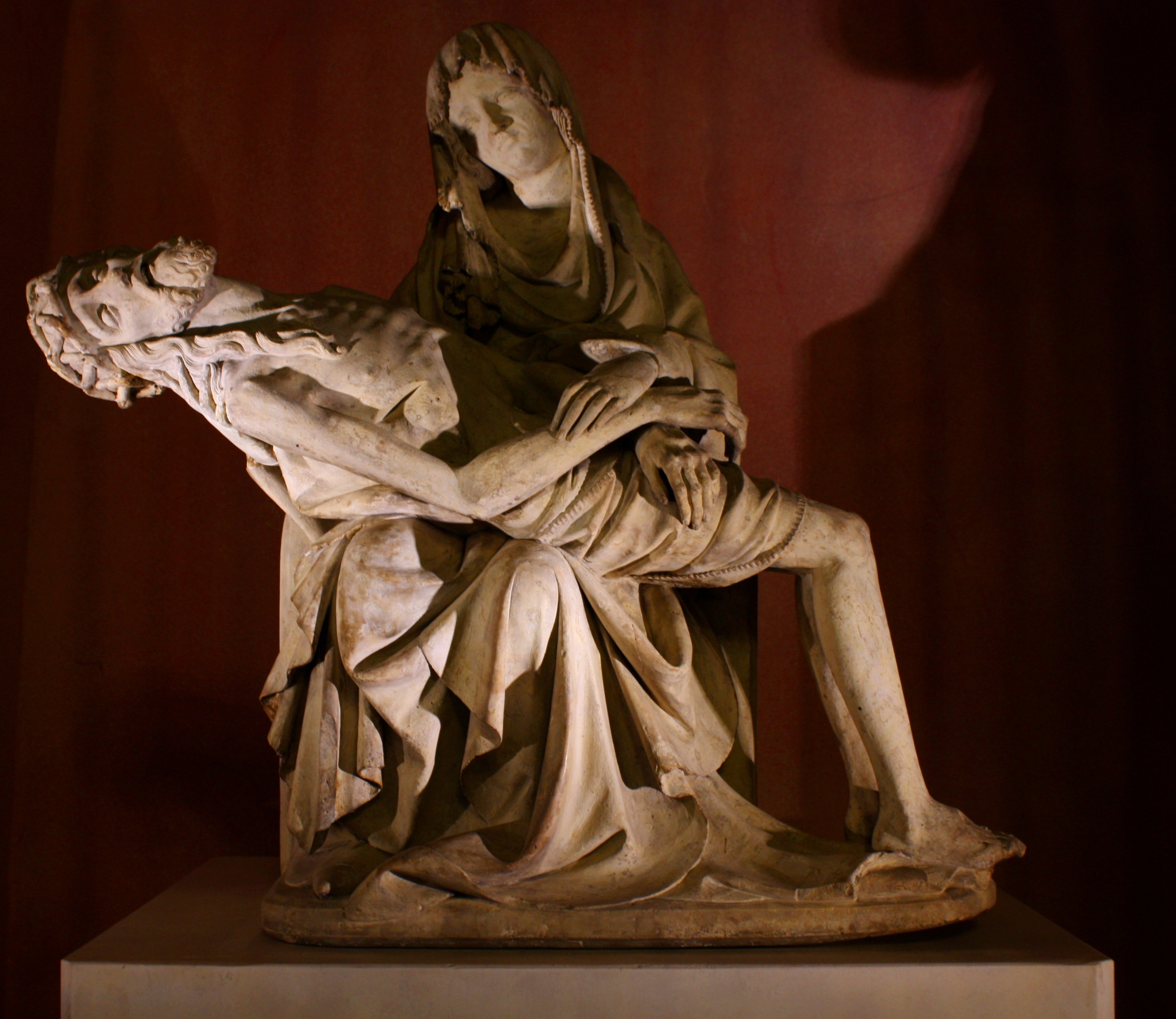
Vesperbild, chiesa di Santa Barbara, Cracovia

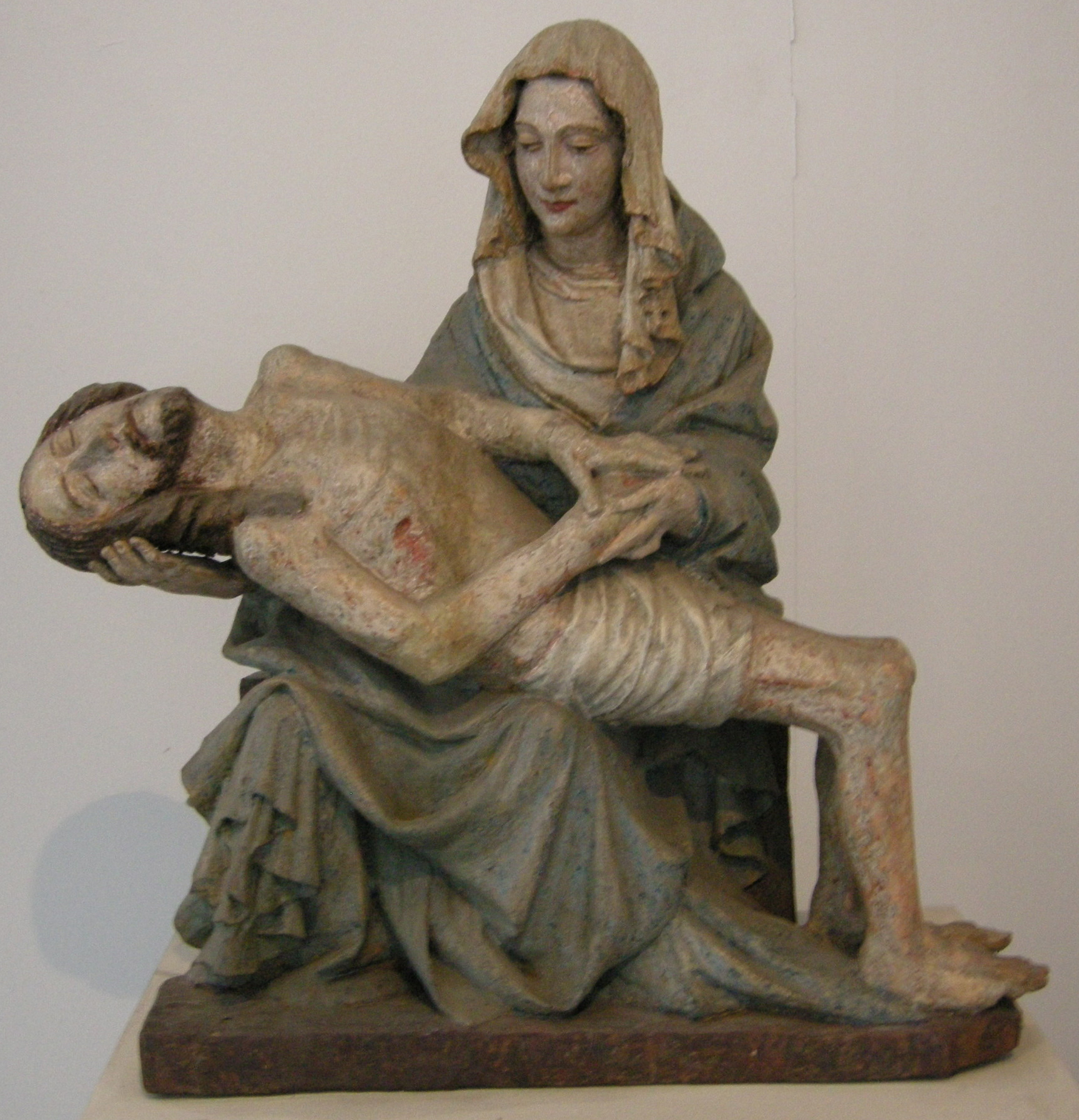
Vesperbild (1420 circa), Museo diocesano di Klagenfurt

La Vesperbild (pl. Vesperbilder, letteralmente "immagine del Vespro") è un tipo di scultura devozionale nata nel XIV secolo in Germania e che consiste nella Pietà, cioè nella Madonna con in grembo il corpo di Gesù morto.

## Storia e iconografia
Nel corso del Trecento si diffuse nell'Europa centrale di lingua tedesca un nuovo soggetto iconografico in una serie di piccole sculture in legno dipinto, in gesso o in terracotta, che rappresentano la Madonna seduta che sostiene, sulle proprie gambe, il corpo esanime e irrigidito di Gesù, morto la sera del venerdì santo. Questa rappresentazione non è riconducibile ad alcun racconto presente nei Vangeli, né nei testi apocrifi che narrano le vicende della vita di Cristo. Una invenzione, dunque, o più semplicemente una interpretazione popolare di ciò che verosimilmente potrebbe essere accaduto subito dopo la deposizione di Gesù dalla croce, anche se soltanto il Vangelo di Giovanni narra che al momento della crocifissione la Madonna era presente accanto al proprio Figlio, ma non a quello della sepoltura. La consueta rappresentazione della Vergine in età non certo avanzata, però, lascia piuttosto propendere per una prefigurazione della Passione di Cristo negli occhi della madre che in realtà ha tra le braccia il figlio ancora bambino.
Il soggetto, destinato a una vastissima diffusione, era legato alla pratica devozionale di confrontarsi con i dolori della Passione, di Maria e Gesù, compatendone le sofferenze in modo da partecipare al sentimento religioso delle feste cristiane (soprattutto la Pasqua) e trovare conforto per le sofferenze proprie del fedele, attraverso l'immedesimazione e la preghiera ispirata.
Le figure tedesche della Pietà sono spesso caratterizzate da accenti intensamente espressivi e patetici, con la soluzione del gruppo in un contrasto tra il corpo sostanzialmente verticale di Maria e quello per lo più orizzontale di Gesù, generando un contrasto di linee che ben si adattava alla tensione psicologica della scena.
Anche in Italia il tema della Pietà ebbe un ampio seguito, a partire soprattutto da quelle zone legate al nord Europa per contiguità geografica (come il Veneto, vicino al Tirolo) o per ragioni di interessi culturali ed economici, come Ferrara.
All'inizio del XVI secolo, proprio ispirandosi alle Vesperbilder tedesche, Michelangelo rivoluzionò definitivamente il tema della Pietà, risolvendo il rapporto madre-figlio in una composizione più morbida, di forma piramidale, come nella Pietà vaticana, destinata a un ampio successo.